# Soldati a cavallo
Soldati a cavallo (The Horse Soldiers) è un film western del 1959 di John Ford.
Il film si ispira a un episodio avvenuto realmente durante la Guerra di secessione americana, narrato nel romanzo Soldati a cavallo di Harold Sinclair. Il colonnello nordista Benjamin Grierson venne incaricato, nell'aprile del 1863, di dirigersi a sud con i suoi reparti di cavalleria per diverse centinaia di chilometri oltre le linee dei sudisti e sabotare la ferrovia tra le stazioni di Newton e Vicksburg (Mississippi), impedendo in questo modo l'afflusso di rifornimenti e materiali all'esercito confederato del generale John Clifford Pemberton, già in gravi difficoltà per l'evoluzione della guerra. La missione portata a termine da Grierson e i suoi uomini viene chiamata dagli storici Raid di Grierson.
Fatta eccezione per l'episodio descritto ne La conquista del West, Soldati a cavallo è l'unico film che Ford abbia girato sulla Guerra di secessione.

## Trama

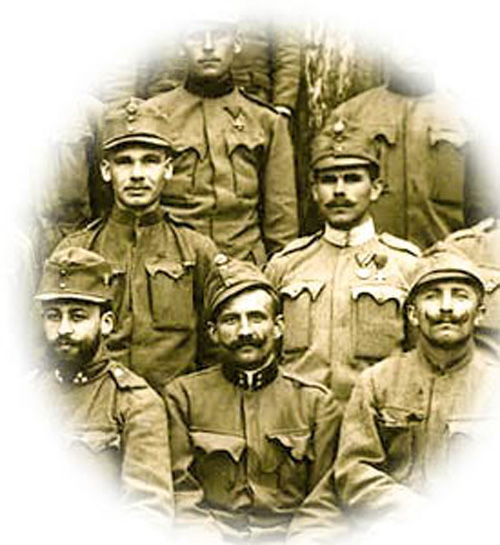
Una scena del film

Un reggimento di cavalleria, comandato dal colonnello John Marlowe, nella vita civile ingegnere ferroviario, è inviato alle spalle del fronte sudista per distruggere il nodo ferroviario della stazione di Newton. Viene associato al raid anche il maggiore Henry Kendall, medico chirurgo, che provoca grande disappunto nel colonnello, il quale teme che il medico voglia esonerare dalla spedizione soldati che, al contrario di Marlowe, egli ritenga inabili e che, con le sue pretese umanitarie, egli rallenti la marcia dei soldati che deve essere la più rapida possibile. Il motivo vero, ed inizialmente inconfessato, dell'antipatia e del rancore di Marlowe verso Kendall risale in realtà alla morte della moglie di Marlowe, male curata da un medico che, a causa della sua inesperienza e presunzione, l'avrebbe fatta morire.
I contrasti tra i due nascono infatti sin dall'inizio: Marlowe è un rude soldato che mette in secondo piano tutto ciò che può far fallire la sua missione, dal cui esito favorevole deriverà una più rapida fine del conflitto, e quindi un minor numero di vittime, mentre Kendall ritiene obiettivo primario del suo dovere di medico salvare la vita e curare chi è investito dall'orrore della guerra. La missione è oltremodo rischiosa poiché, anche se si raggiungerà l'obiettivo, sarà poi molto difficile tornare al nord inseguiti dall'esercito confederato, che vorrà far pagare caro il sabotaggio della stazione e dei depositi di rifornimenti di Newton.
La marcia verso l'obiettivo si complica per il tentativo di spionaggio di Miss Hannah Hunter, l'affascinante nobildonna sudista che, mentre offre la sua ospitalità al colonnello Marlowe, ne ascolta di nascosto e ne scopre i piani che, da buona patriota, vuole far fallire. Scoperta a spiare da Kendall, al colonnello non rimane altra soluzione che portare la Hunter prigioniera, insieme a Lukey, la sua serva di colore, con sé sino a Newton. Naturalmente la giovane sudista tenterà di fuggire ma sarà sempre ripresa da Marlowe, che ne subisce tuttavia il fascino, anche se non vuole ammetterlo, e per questo mostrandosi più burbero di quello che in realtà è. La spedizione ha successo. Il colonnello, ormai apertamente innamorato della sudista, che lo ricambia, riesce a riportare in salvo il suo reggimento mentre il medico, rimasto a curare i feriti con l'aiuto della medesima, rimarrà prigioniero dei sudisti.

## Critica
Nel film si ritrovano gli elementi tipici dei racconti di Ford: gli uomini rudi ma giusti del selvaggio West, i magnifici paesaggi che fanno da sfondo alla storia narrata, la scazzottata risolutiva dei contrasti tra i personaggi antagonisti, ma che in fondo si stimano reciprocamente, come quella tra il colonnello e il maggiore medico, i soldati amanti del whiskey "bruciabudella", i cavalleggeri che per una misera paga combattono con onore, le sparatorie e così via.
Ma questa volta Ford vuole mandare un messaggio ai suoi spettatori: la stupidità della guerra, in particolare di quella di secessione americana che costò alle due parti in lotta un altissimo numero di morti. In una sequenza (lo scontro a fuoco nella cittadina di Newton) il colonnello Marlowe si dispera per l'insensata strage che ne segue: e Ford la illustra senza risparmio e con crudezza, delineando bene l'assurdità di uomini che si combattono e si uccidono senza odiarsi, solo per perseguire il loro dovere. La guerra, anche se condotta nel rispetto per il nemico, è sempre senza senso: questo simboleggia il personaggio interpretato da William Holden, il medico del film antagonista di John Wayne che invece, fedele al suo personaggio dell'uomo rude ma ligio ai suoi doveri, assolve l'assurdo compito che gli è stato affidato: lui, nella vita civile ingegnere progettista di ferrovie, da militare le ferrovie deve invece distruggerle per la "follia" della guerra.
Una guerra, quella deprecata da Ford, dove persino i ragazzi dell'accademia militare vengono mobilitati nella disperata necessità di truppe in cui versa lo stremato esercito confederato. In una delle sequenze più significative del film, la colonna dei cadetti marcia attraverso una linda cittadina abitata ormai solo da donne: non ci sono più uomini, ma solo ragazzi, che vanno all'assalto schierati al suono dei loro tamburi, dei veterani cavalleggeri nordisti che, nell'ideale ottimistica visione del regista, le cui simpatie sono proprio per il Sud, si limitano ad evitare lo scontro o a risolverlo con qualche sculacciata, mentre la storia ci dimostra che neppure l'infanzia è risparmiata dagli orrori della guerra.

## Cultura di massa
- Nel volume 150 del fumetto Tex Willer edizione repubblica L’Espresso intitolato “A due passi dalla morte” vi è un racconto chiamato “Soldati a Cavallo”.